# Kamienica (Stronie Śląskie)
Kamienica (deutsch: Kamnitz) ist ein Ort in der Stadt- und Landgemeinde Stronie Śląskie im Powiat Kłodzki in der Woiwodschaft Niederschlesien in Polen. Es liegt sechs Kilometer südlich von Stronie Śląskie (Seitenberg). 

## Geographie
Kamienica liegt am gleichnamigen Bach im Südosten des Glatzer Kessels im Glatzer Schneegebirge. Nachbarorte sind Kletno (Klessengrund) und Stara Morawa (Alt Mohrau) im Norden, Bolesławów (Wilhelmsthal) im Nordosten, Nowa Morawa (Neu Mohrau) im Osten und Nová Seninka (Spieglitz) im Süden. Im Südwesten liegt der 1425 m hohe Glatzer Schneeberg. Jenseits des Bergkamms verläuft in einer Entfernung von etwa zwei Kilometern die Grenze zu Tschechien.

## Geschichte
Kamnitz wurde 1596 vermessen und anschließend als eine Holzarbeitersiedlung angelegt. Es gehörte als selbständige Dorfgemeinde zur Grafschaft Glatz und war im Besitz der Böhmischen Kammer. 1684 bestand es aus 20 Stückleuten und fünf Häuslern. In diesem Jahre erwarb es zusammen mit anderen Kammerdörfern im Landecker Distrikt der Glatzer Landeshauptmann Michael Wenzel von Althann. Er bildete aus den erworbenen Dorfschaften die Herrschaft Seitenberg. 
Nach dem Ersten Schlesischen Krieg 1742 und endgültig mit dem Hubertusburger Frieden 1763 fiel Kamnitz zusammen mit der Grafschaft Glatz an Preußen. Anfang des 19. Jahrhunderts bestand es aus 26 Gärtner- und 14 Häuslerstellen. Nach der Neugliederung Preußens gehörte es ab 1815 zur Provinz Schlesien und war zunächst dem Landkreis Glatz und ab 1818 dem Landkreis Habelschwerdt eingegliedert, mit dem es bis 1945 verbunden blieb. Seit 1874 gehörte die Landgemeinde Kamnitz zusammen mit den Landgemeinden Klessengrund und Neumohrau zum Amtsbezirk Kamnitz, der 1891 in Amtsbezirk Wilhelmsthal umbenannt wurde. Seit dem Ende des 19. Jahrhunderts entwickelte sich Kamnitz zu einem beliebten Erholungs- und Wintersportort. 1939 wurden 583 Einwohner gezählt. 
Als Folge des Zweiten Weltkriegs fiel Kamnitz 1945 mit dem größten Teil Schlesiens an Polen und wurde in Kamienica umbenannt. Die deutsche Bevölkerung wurde 1946 vertrieben. Die neu angesiedelten Bewohner waren teilweise Zwangsumgesiedelte aus Ostpolen, das an die Sowjetunion gefallen war. Die Zahl der Einwohner ging deutlich zurück und betrug in den 1990er Jahren weniger als 10 % der Einwohnerzahl von 1939. Dadurch wurden die meisten Häuser dem Verfall preisgegeben. In den Jahren 1975–1998 gehörte Kamienica zur Woiwodschaft Wałbrzych (Waldenburg). Seit der politischen Wende von 1989 nimmt die touristische Bedeutung von Kamienica zu.

### Kolonie Neukamnitz
Die Kolonie Neukamnitz wurde 1792 durch den damaligen Besitzer der Herrschaft Seitenberg, den königlichen Justizrat Franz Bernhard von Mutius auf Altwasser und Gellenau angelegt. Sie bestand auch sechs Häusern und gehörte zur Dorfgemeinde Kamnitz.

## Sehenswürdigkeiten
- Wegkreuze und andere Bildstöcke